# Società Sportiva Fidelis Andria 1928
A Società Sportiva Fidelis Andria 1928, anteriormente conhecida como Associazione Sportiva Andria BAT, é um clube de futebol italiano da cidade de Andria que disputa a Lega Pro.

## História
Fundada em 1920 como Associazione Sportiva Fidelis Andria disputou por 6 vezes a Série B e diversas vezes a Série C com as cores azul e branco. 

Em seu lugar, no verão de 2013, uma nova equipe chamada S.S.D. Fidelis Andria 1928 foi fundada e admitida na Campeonato Italiano da Quinta Divisão.
Sua última participação na Série B foi em 1999.
Em 2005 o clube ao final da temporada na Série C1 foi à falência e na temporada seguinte foi inscrito na Série C2 com o nome de A.S. Andria BAT (Barletta, Andria e Trani). Os clubes de Barletta e Trani tiveram passagens pela Série B assim como a Fidelis Andria.[carece de fontes?]
A equipe do Andria sofreu problemas financeiros graves no fim da temporada 2012/2013 e foi a falência e desapareceu, alguns dos empresários utilizaram o nome do extinto clube e criaram A.S. Fidelis Andria 1928 e a equipe joga no campeonato amadores eccellenza.[carece de fontes?]